# Fódla
Na mitologia irlandesa, Fódla (também denominada Fótla, e posteriormente Fódhla ou Fóla), filha de Ernmas dos Tuatha Dé Danann, foi uma das deusas tutelares da Irlanda. Seu marido era Mac Cecht.

## História
Com suas irmãs, Banba e Ériu, ela era parte de um importante triunvirato de deusas. Quando os Milesianos chegaram da Espanha, cada uma das três irmãs pediu ao bardo Amergin que seu nome fosse dado ao país. Ériu (Éire, e em sua forma dativa Éirinn, resultando no inglês Erin) parece ter vencido a disputa, mas os poetas consideram que todas as três tiveram seu desejo satisfeito, e assim Fodhla é por vezes usado como nome literário para a Irlanda, da mesma forma que Banba. De certa forma, isto é semelhante ao uso poético do nome Albion para a Grã-Bretanha.
No Tochomlad mac Miledh a hEspain i nErind: no Cath Tailten, Fótla é descrita como esposa de Mac Cecht, reinando como rainha da Irlanda nos anos em que o marido reinou como rei. O texto prossegue e relata que quando os Milesianos transitavam pela Irlanda, Fótla encontrou-os com suas rápidas hostes de fadas em torno dela na Montanha Naini, também chamada de montanha de Ebliu. Uma nota de rodapé identifica a Montanha Naini Mountain de Ebliu como as montanhas Slieve Felim no Condado de Limerick. O solo desta região é luvisol turfoso.
De acordo com Seathrún Céitinn, ela venerava Morrígan, que também é às vezes chamada de filha de Ernmas.
No De Situ Albanie (um documento posterior), na Crônica dos Pictos e no Duan Albanach, Fotla (hoje Atholl, Ath-Fotla) era o nome de um dos primeiros reinos pictos.

## No Serviço Naval Irlandês
O LÉ Fola (CM12), um navio do Serviço Naval Irlandês (hoje desativado), foi batizado com o nome dela.